# Michael Christoforakos
Michael Christoforakos (griechisch Μιχάλης Χριστοφοράκος Michalis Christoforakos; * 1. Januar 1953 in Athen) ist ein deutsch-griechischer Manager, er war Landeschef von Siemens in Griechenland und steht im Mittelpunkt eines Korruptions- und Schmiergeldskandals.

## Biografie
Christoforakos besuchte die Deutsche Schule Athen. Er studierte Physik an der Universität Karlsruhe und promovierte. Seine berufliche Laufbahn führte ihn zum Siemens-Konzern nach München Er leitete sechs Jahre lang Siemens Nixdorf und wurde 1996 von Siemens nach Athen entsandt, um die griechische Konzerntochter als Vorstandsvorsitzender zu führen. Er leitete die Siemens Hellas A. E. bis 2007. 
Michael Christoforakos ist deutscher und griechischer Staatsbürger. Er hat einen Sohn und eine Tochter.

## Ermittlungs- und Auslieferungsverfahren
Die griechische und die Münchener Justiz ermittelten gegen Christoforakos wegen Schmiergeldzahlungen. Nach Erkenntnissen der Ermittler soll Siemens in Griechenland für Großaufträge der Telefongesellschaft OTE, der Armee und der Regierung sowohl OTE-Direktoren wie auch Politiker bestochen und heimlich Wahlkämpfe der beiden großen Parteien finanziert haben, der konservativen Nea Dimokratia und der sozialistischen PASOK. Außerdem werden Christoforakos Betrugsstraftaten im Zusammenhang mit dem von Siemens Hellas gelieferten Sicherheitssystem der Olympischen Spiele in Athen 2004 zur Last gelegt.

### Flucht aus Griechenland
Christoforakos hat sich nach Deutschland abgesetzt. Grund hierfür dürfte vor allem sein, dass auf Korruptionsstraftaten in Griechenland lebenslange Freiheitsstrafe steht. Christoforakos ließ seinen Anwalt sogar erklären, in Griechenland müsse er um sein Leben fürchten: „Wenn Christoforakos in Griechenland aussagt, dürften einige Politiker zittern. Deswegen gehen wir davon aus, dass er kurz nach Betreten griechischen Bodens in höchster Lebensgefahr schwebt.“ 
Das Verfahren gegen Christoforakos wegen des Vorwurfs der Bestechung von Amtsträgern in Griechenland wurde  im März 2010 vom Amtsgericht München gegen Zahlung von 350.000 Euro eingestellt. Ein weiteres Ermittlungsverfahren wegen Beihilfe zur Untreue wurde durch einen Strafbefehl des Amtsgerichts München beendet. Der 57-Jährige erhielt eine Freiheitsstrafe von neun Monaten auf Bewährung.

### Auslieferungsverfahren
Die Staatsanwaltschaft in Athen hat drei Europäische Haftbefehle gegen Christoforakos erwirkt. Im Juni 2009 wurde Christoforakos in Bayern in Auslieferungshaft genommen. Er saß fast vier Monate in München-Stadelheim im Gefängnis. Das Oberlandesgericht München hat zwei Mal die Auslieferung an die griechische Justiz genehmigt, zwei Mal hatte Christoforakos mit einer Verfassungsbeschwerde Erfolg: Das Bundesverfassungsgericht hob die Auslieferungsentscheidungen auf, weil die Vorwürfe der griechischen Behörde nicht ausreichend geprüft worden seien. Am 20. Oktober 2009 wurde Christoforakos gegen Kaution aus der Haft entlassen; am 4. November 2009 hob das Oberlandesgericht Bamberg, an das das Bundesverfassungsgericht das Verfahren zurückverwiesen hatte, den Auslieferungshaftbefehl gegen Christoforakos endgültig auf, da die ihm vorgeworfenen Taten nach deutschem Recht verjährt seien.
Mit dem Siemens-Konzern hat sich Christoforakos 2010 auf eine Schadensersatzzahlung von 1,2 Millionen Euro geeinigt.
Im November 2014 veröffentlichte die Staatsanwaltschaft in Athen die Anklageschrift gegen den Hauptbeschuldigten Christoforakos und 63 weitere Beteiligte, unter ihnen die früheren Konzernvorstände Heinrich von Pierer, Heinz-Joachim Neubürger und Volker Jung. Die Siemens-Manager sollen der aktiven Bestechung von Amtsträgern angeklagt werden, es geht um Schmiergeldzahlungen in Höhe von fast 62 Millionen Euro.